# Willemia dubia
Willemia dubia är en urinsektsart som beskrevs av Christiansen och Bellinger 1980. Willemia dubia ingår i släktet Willemia och familjen Hypogastruridae. Inga underarter finns listade i Catalogue of Life.